# Andrzej Ajdukiewicz
Andrzej Bronisław Ajdukiewicz (ur. 9 maja 1939 w Chorzowie, zm. 17 grudnia 2021)  – polski inżynier, profesor nauk technicznych, założyciel, kierownik i pracownik naukowy Katedry Inżynierii Budowlanej Wydziału Budownictwa Politechniki Śląskiej oraz w latach 1991-1996 - Katedry Budownictwa Betonowego Wydziału Budownictwa, Architektury i Inżynierii Środowiska Politechniki Łódzkiej.

## Życiorys
Był absolwentem Politechniki Śląskiej, w 1968 r. otrzymał doktorat, w 1989 r. uzyskał tytuł profesora nauk technicznych. Pracował na stanowisku profesora zwyczajnego i kierownika w Katedrze Inżynierii Budowlanej na Wydziale Budownictwa Politechniki Śląskiej.
Został członkiem Sekcji VI - Nauk Technicznych Centralnej Komisji do Spraw Stopni i Tytułów, Komitetu Inżynierii Lądowej i Wodnej PAN, oraz Zespołu Mechaniki, Budownictwa i Architektury (T-07) Komitetu Badań Naukowych.
Delegat Polski w International Federation for Structural Concrete.
Autor i współautor ponad 370 publikacji naukowych.

## Odznaczenia i wyróżnienia
- Doktor Honoris Causa Politechniki Łódzkiej[1]
- Medal Komisji Edukacji Narodowej[1]
- Krzyż Kawalerski Orderu Odrodzenia Polski[1]
- Złoty Krzyż Zasługi[1]